# Bronwen Hughes
Bronwen Hughes (* 17. Oktober 1967 in Toronto, Kanada) ist eine kanadische Filmregisseurin, Filmproduzentin und Drehbuchautorin.

## Leben und Wirken
Bronwen Hughes wuchs in Toronto auf und wollte ursprünglich Journalistin werden. Sie begann ein Studium in Ottawa, brach aber nach kurzer Zeit ab, begann am Department of Film der York University zu studieren und graduierte dort. Nach dem Studium begann sie im Alter von 23 Jahren mit Filmarbeiten. Ihre erste Arbeit war ein Werbespot für eine Romanpräsentation. 1994 führte sie Regie beim Musikvideo für den Titel Lucky One von Amy Grant für die Making-of-Dokumentation Building the House of Love des Albums House of Love. 1995 führte sie Regie in sechs Folgen der Kinderserie The Kids in the Hall.
1996 erschien ihr Debütfilm Harriet the Spy nach dem Buch von Louise Fitzhugh aus dem Jahr 1964, wobei sie die Originalgeschichte in das modernere Amerika übertrug. Die Titelrolle spielte die damals elfjährige Michelle Trachtenberg. Der 2003 entstandene Film Stander wurde auf dem Toronto International Film Festival uraufgeführt und später auf dem Sundance Film Festival gezeigt. Auf dem 25. Genie Award 2005 wurde sie für diesen Film in der Kategorie „Beste Regie“ nominiert, der Film wurde außerdem für den Golden Trailer Award und den Chlotrudis Award nominiert. Ihr Film The Journey Is the Destination, für den sie auch das Drehbuch schrieb, hatte 2016 beim Toronto International Film Festival Premiere.
Neben ihren Regiearbeiten an weiteren Filmen wie Forces of Nature, Earth Angels, Tangled, Cutthroat und Over/Under führte Bronwen Hughes ab 2006 Regie in Folgen von über 30 Fernsehserien. Außerdem war sie Executive Producer bei Serienfolgen, bei ihrem Film Cutthroat und bei dem Film Woman on Top.

## Filmografie
- 1990: Love Hurts, Fernsehserie
- 1995: The Kids in the Hall, Fernsehserie (6 Folgen)
- 1996: Harriet, die kleine Detektivin (Harriet the Spy)
- 1999: Auf die stürmische Art (Forces of Nature)
- 2001: Earth Angels, Fernsehfilm
- 2003: Stander
- 2006–2007: The L Word – Wenn Frauen Frauen lieben (The L Word), Fernsehserie (3 Folgen)
- 2007–2011: Hung – Um Längen besser (Hung), Fernsehserie (4 Folgen)
- 2008: Breaking Bad, Fernsehserie (1 Folge)
- 2008: Burn Notice, Fernsehserie (1 Folge)
- 2009: Easton Meets West, Fernsehserie (Pilotfilm)
- 2009: Royal Pains, Fernsehserie (1 Folge)
- 2009: White Collar, Fernsehserie (1 Folge)
- 2010: Tangled, Fernsehfilm
- 2010: Cutthroat, Fernsehfilm (auch Executive Producer)
- 2011: Fairly Legal, Fernsehserie (1 Folge)
- 2013: Over/Under, Fernsehfilm
- 2013–2015: Motive, Fernsehserie (3 Folgen)
- 2014: Black Box, Fernsehserie (2 Folgen)
- 2014: Detective Laura Diamond, Fernsehserie (1 Folge)
- 2014: Stalker, Fernsehserie (1 Folge)
- 2015: Allegiance, Fernsehserie (1 Folge)
- 2015: Teen Wolf, Fernsehserie (1 Folge)
- 2016: Damien, Fernsehserie (1 Folge)
- 2016: The Journey Is the Destination (auch Drehbuchautorin)
- 2016: Shut Eye, Fernsehserie (1 Folge)
- 2016–2017: Hawaii Five-0, Fernsehserie (3 Folgen)
- 2017: 24: Legacy, Fernsehserie (2 Folgen)
- 2017: Queen of the South, Fernsehserie (1 Folge)
- 2017: The Good Doctor, Fernsehserie (1 Folge)
- 2017–2018: Berlin Station, Fernsehserie (4 Folgen)
- 2018–2019: Atlanta Medical, Fernsehserie (3 Folgen)
- 2019: Tote Mädchen lügen nicht, Fernsehserie (2 Folgen)
- 2019: All Rise – Die Richterin (All Rise), Fernsehserie (1 Folge)
- 2020: Dare Me, Fernsehserie (1 Folge)
- 2020: Better Call Saul, Fernsehserie (1 Folge)
- 2020: The Walking Dead, Fernsehserie (1 Folge)
- 2020: Magnum P.I., Fernsehserie (1 Folge)
- 2020: Away, Fernsehserie (2 Folgen)
- 2022: Resident Evil, Fernsehserie (2 Folgen)
- 2022: Shantaram, Fernsehserie (3 Folgen)
- 2022: Unbroken, Fernsehserie (1 Folge)
- 2024: Leben ohne Ende, Fernsehserie (2 Folgen)